# Voulpaix
Voulpaix er en by i departementet Aisne i Frankrig. 200 kilometer nordøst for Paris.
- Wikimedia Commons har flere filer relateret til Voulpaix